# Ribérac

Ribérac este o comună în departamentul Dordogne din sud-vestul Franței. În 2009 avea o populație de 4.106 de locuitori.

## Evoluția populației
| An        | 1975  | 1982  | 1990  | 1999  | 2006  | 2009  |
| --------- | ----- | ----- | ----- | ----- | ----- | ----- |
| Populație | 3.984 | 3.832 | 4.118 | 4.000 | 4.107 | 4.106 |